# Брентано, Эмилия
Эми́лия Брента́но (нем. Emilie Brentano; урождённая Генгер; 27 сентября 1810, Браубах — 1 октября 1882, Ашаффенбург) — первый издатель собрания сочинений поэта Клеменса Брентано. Супруга Кристиана Брентано, брата Клеменса Брентано. Мать экономиста Луйо Брентано и философа и психолога Франца Брентано.
До своего замужества Эмилия руководила пансионом для девочек в Боппарде. Клеменс Брентано назначил Кристиана Брентано своим душеприказчиком. Кристиан занимался сбором архивных документов и коммерческими вопросами. Редакторскую работу он передал Эмилии, помощь которой оказывал также придворный библиотекарь Ашаффенбурга Йозеф Меркель.
Собрание сочинений Клеменса Брентано в девяти томах вышло после смерти Кристиана Брентано в 1852—1855 годах. Эмилия Брентано также вела работу в католических учреждениях, переводила религиозные труды, издававшиеся в Англии, Франции, Италии, и писала стихи.

## Сочинения
- Biographie Clemens Brentanos. In: Clemens Brentano: Gesammelte Schriften (hrsg. von Christian Brentano), Band 8. 1855.
- Christian Brentano: Nachgelassene religiöse Schriften (hrsg. von Emilie Brentano). Aschaffenburg 1854.
- Clemens Brentano: Gedichte (hrsg. von Emilie Brentano). Aschaffenburg 1854.